# Trabante

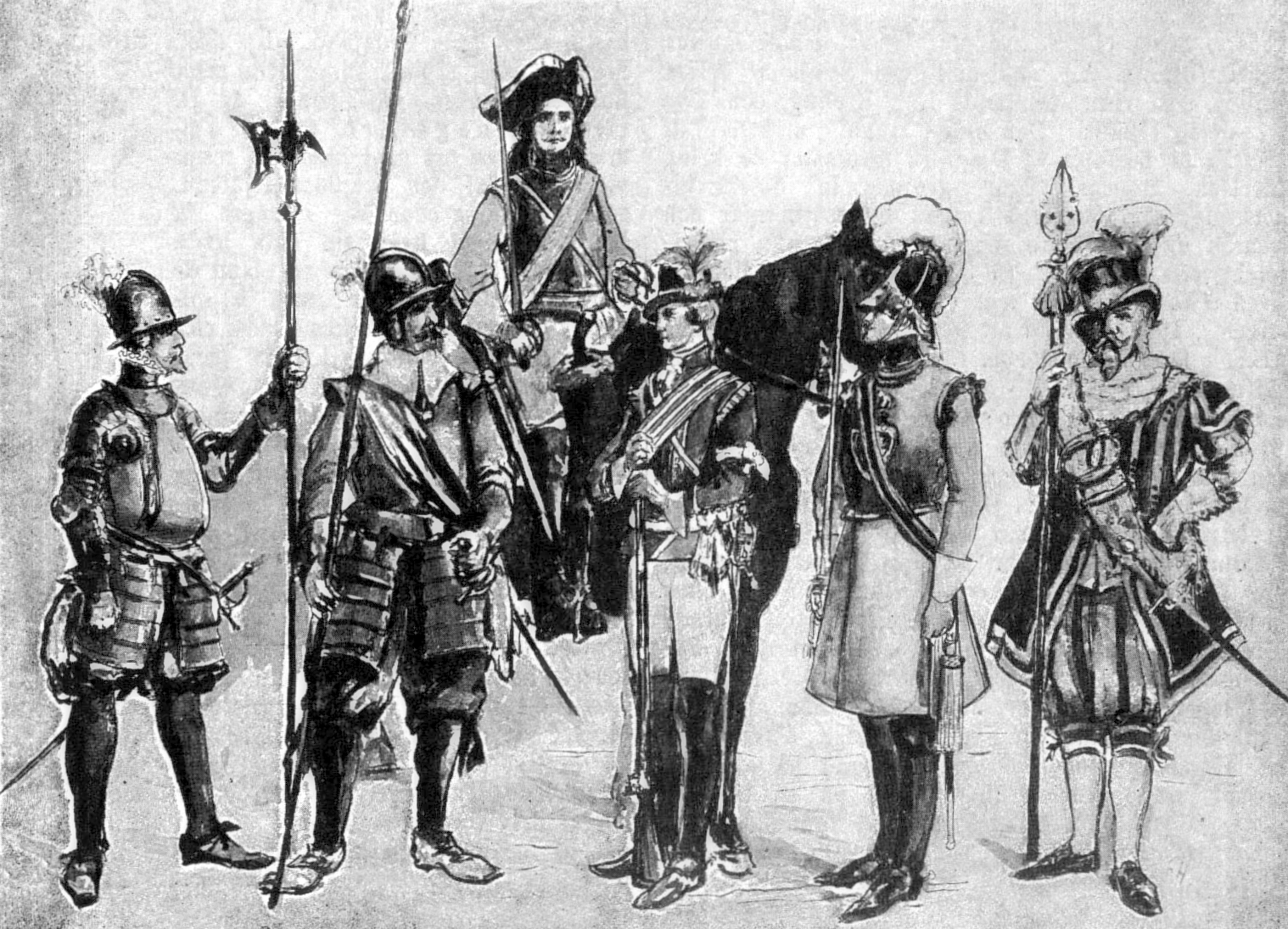
Trabanti svedesi di epoche differenti.

Il trabante era un soldato della guardia degli imperatori di Germania armato di alabarda.
Il Corpo dei trabanti di sua maestà il Re fu un manipolo di soldati a guardia del sovrano di Svezia.  